# Bye Bye (Mariah Carey)
Bye Bye è un brano musicale scritto dalla cantautrice Mariah Carey, Johntá Austin ed il team di produttori Stargate, per l'undicesimo album della Carey E=MC². Il brano è stato distribuito come secondo singolo estratto dall'album.
MTV ha dichiarato che la canzone, che sembra essere dedicata dalla cantautrice al suo defunto padre, è in realtà dedicata a tutti coloro che hanno perso qualcuno, sia che si trattasse di una persona amata o una odiata, che comunque fa sentire la propria mancanza.
Esistono due remix ufficiali di "Bye Bye". Il primo figura la collaborazione di Jay Z, mentre al secondo hanno lavorato Akon e Lil Wayne.
La canzone è stata nominata ai Teen Choice Awards nel 2008, come migliore canzone R&B.

## Il video
Regista del video di "Bye Bye" è Justin Francis. Il video consiste di diverse scene con protagonisti la Carey e suo marito Nick Cannon, unito ad altre sequenze registrate dietro le quinte di alcune manifestazioni a cui la cantautrice ha preso parte. Il video si conclude con alcune fotografie di diverse persone morte, fra cui Alfred Roy, padre di Mariah Carey, il produttore David Cole, Luciano Pavarotti, Ol' Dirty Bastard, e Luther Vandross, tutti artisti con cui la Carey aveva collaborato nel corso della propria carriera.
Il video è stato trasmesso per la prima volta alla mezzanotte del 5 maggio 2008 sul sito comcast.net.
A fine luglio 2008, il video è stato visto oltre nove milioni di volte sul sito di video sharing YouTube.
Sul sito ufficiale della Universal Records il video di "Bye Bye" ha collezionato oltre 3,500,000 visite.

## Tracce
EU 12" vinyl
1. "Bye Bye" (Album version) – 4:26
2. "Bye Bye" (So So Def remix feat. Jay-Z) – 3:57

UK CD single 1
1. "Bye Bye" (Album version) – 4:26
2. "Bye Bye" (So So Def remix feat. Jay-Z) – 3:57

UK CD single 2
1. "Bye Bye" (Album version) – 4:26
2. "Touch My Body" (Craig C's club mix) – 9:56
3. "We Belong Together" (Remix feat. Jadakiss and Styles P.) – 4:28
4. "Bye Bye" (Video)

German CD Single
1. "Bye Bye" (Album version) - 4:26
2. "Touch My Body" (Subkulcha radio edit) - 4:34
3. "Bye Bye" (TV Edit)- 3:55
4. "We Belong Together" (Remix feat. Jadakiss and Styles P.) - 4:28

## Classifiche
| Classifica (2008)                    | Massima posizione |
| ------------------------------------ | ----------------- |
| Africa Radio Airplay Top 20          | 12                |
| Brasile                              | 20                |
| Canada                               | 34                |
| European Hot 100                     | 84                |
| Giappone                             | 73                |
| Nuova Zelanda                        | 7                 |
| Portogallo                           | 13                |
| Romania                              | 86                |
| Taiwan                               | 2                 |
| Turchia                              | 14                |
| UK                                   | 30                |
| U.S. Billboard Hot 100               | 19                |
| U.S. Billboard Pop 100               | 20                |
| U.S. Billboard Hot R&B/Hip-Hop Songs | 34                |
| World Singles Top 40                 | 31                |